# Frederick Preston Search
Frederick Preston Search (Pueblo (Colorado), 22 juli 1889 – Carmel Valley Village, Californië, 9 november 1959) was een Amerikaans componist, dirigent en cellist.

## Levensloop
Search werd in een muzikale familie geboren, zijn vader was onder andere pedagoog. In 1901 kreeg hij in Jena zijn eerste cellolessen van een cellist aan het hof van groothertog Willem Ernst van Saksen-Weimar-Eisenach en met 13 jaar maakte hij zijn eerste concertreis buiten de Verenigde Staten. In 1903 en 1904 studeerde hij aan het New England Conservatory of Music in Boston, Massachusetts, bij Josef Adamowsky en van 1904 tot 1907 aan het Cincinnati College-Conservatory of Music (CCM) in Cincinnati (Ohio). Van 1907 tot 1911 studeerde hij aan het Koninklijke Muziek-Conservatorium te Leipzig bij de bekende cellist Julius Klengel en compositie bij Gustav Schreck, zelf cantor bij de Bach-koor, harmonie bij Richard Hoffman en orkestdirectie bij Arthur Nikisch.
Tijdens de vijf jaren in Leipzig schreef hij kritieken over Europese muziek in Amerikaanse magazijnen.
Hij was al vroeg een bekende cellist en gaf recitals in alle bekende muzikale gebouwen in de Verenigde Staten in ook in Europa. Search was eerste cellist bij het Chicago Symphony Orchestra en soleerde met andere vooraanstaande orkesten.
Als componist was hij spoedig bekend en zijn werken werden door bekende ensembles en orkesten gespeeld. In 1915 schreef hij voor de San Francisco Exposition zijn Festival Overture voor orkest.
Sinds 1914 leefde hij in Carmel Valley Village in Californië. Van 1920 tot 1932 was hij dirigent van het orkest van het Del Monte Hotel en van 1927 tot 1929 dirigent van het orkest en de koor van de Monterey High School.
In 1923 huwde hij Opal Piontkowski Heron.
In 1932 en 1934 maakte hij concertreisen door de Verenigde Staten en in deze tijd vonden premières van zijn Strijkkwartet in d klein en zijn Concert in a klein, voor cello en orkest in Carmel Valley plaats. Ter gelegenheid van de afsluiting van de bouw van de Golden Gate Bridge in San Francisco werd in 1938 onder zijn leiding het werk Bridge Builders, voor solisten, gemengd koor en orkest uitgevoerd.
Tijdens de Eerste Wereldoorlog was hij muzikant in de U.S. Navy en was spoedig dirigent in Mare Island en een van zijn violisten was Paul Whiteman. Vanaf 1918 dirigeerde hij verschillende harmonieorkesten, onder andere sinds 1936 de Federal Symphonic Band van San Francisco. Hij was lid en een tijd lang president van de Musical Art Club of the Peninsula. Verder was hij lid van de American Composer's Alliance, National Association for American Composers and Conductors en van de Society for Publication of American Music.

## Composities

### Werken voor orkest

#### Symfonieën
- 1913 Romantic Symphony (Romantische symfonie) in D groot, voor gemengd koor en orkest, op. 11 - tekst: Preston W. Search
- 1930-1931 Second symphony in g klein, voor orkest
- 1934 Rhapsody (ook: Symphony no. 5 in g klein), voor orkest
- 1938 Symphony no. 3, voor orkest
- 1938-1939 Sinfonietta, voor kamerorkest
- 1940 Symphony no. 5 in bes klein, voor orkest
- 1941 Symphony no. 4 "The Roan Stallion Symphony" in b klein (ook: "The American Symphony"), voor orkest

#### Concerten voor instrumenten en orkest
- 1932 Concerto in a klein, voor cello en orkest
- 1934 Oriental Dance, voor solo cello en orkest
- 1939 Suite, voor altsaxofoon en strijkorkest
- 1957 Jollity, scherzo voor solo trompet en orkest
- 1957 Quicksilver, voor solo dwarsfluit en klein orkest

#### Ouvertures
- 1914 Festival Overture, voor orkest
- 1933 Exhilaration - Overture, voor orkest

#### Andere werken voor orkest
- 1911 Miles Standish, fantasie voor orkest, op. 4
- 1915 Thornguna - An Idyll, voor orkest, op. 26
- 1915 In the Valley of the Moon, voor strijkorkest, op. 31
- 1931 Suite fantastique, voor orkest
- 1931 Tangiers, Oriëntaal suite voor kamerorkest
- 1936 The dream of McKorkle, symfonisch gedicht voor orkest
- 1937 Bridge Builders, rapsodie voor solisten, gemengd koor en orkest - tekst: Cornel Lengyel
- 1939 Romanze, voor orkest
- 1942 Southern Melody, voor orkest
- 1958 Polly - A Jolly Suite, voor orkest
- Aztec Dance - uit de incidentele muziek tot "Montezuma" van Herbert Heron, voor orkest (er bestaan ook arrangementen voor strijkkwartet, blazers nonet en orgel solo), op. 23
- Dance of the grunion, symfonisch gedicht voor orkest
- Flurries, voor orkest
- Minuet, voor klein orkest, op. 13
- The Sirens, voor orkest, op. 20
- Variations Upon a Theme by Thomas More, voor groot orkest, op. 33

### Werken voor harmonieorkest
- 1936 Courageous San Francisco, mars voor harmonieorkest
- 1936-1940 Compositie zonder titel, voor harmonieorkest
- 1937 Amara, valse romantique, voor altsaxofoon en harmonieorkest
- 1938 Andante con moto voor trombone solo en harmonieorkest
- 1938 Carmelita, Tango met solo voor melophone of cornet en harmonieorkest
- 1938 Tangiers, Oriëntaal suite voor harmonieorkest
- 1938 Kathleen, a waltz song, voor harmonieorkest
- 1938 Romantic overture, voor harmonieorkest
- 1938 Sweet Dreams, voor altsaxofoon solo en harmonieorkest
- 1938 Woodland sketch, voor hobo solo en harmonieorkest
- 1939 Marche Militaire, voor harmonieorkest
- 1939 Minuet, voor harmonieorkest
- 1939 Reverie, voor harmonieorkest
- 1939 Rhapsody, voor harmonieorkest
- Andante, voor harmonieorkest
- Dream Song, voor harmonieorkest

### Muziektheater

#### Toneelmuziek
- 1938 Dream baby, dream, A foxtrot - voor het toneelstuk Mr Bunt van Ira Mallory Remsen
- Incidental Music for "Tusitala", op. 35 - tekst: Robert Louis Stevenson (1850-1894)

### Werken voor koren
- God of Sunlight, hymne uit de "Romantic Symphony in D groot", voor gemengd koor - tekst: Preston W. Search

### Vocale muziek
- 1911 God keep you dearest, voor bariton solo en piano, op. 3, Nr. 1
- 1911 Serenade "Stars of the summer night", voor tenor en piano, op. 3, Nr. 2
- 1913 A Dirge, voor zangstem en piano, op. 12, Nr. 1
- 1913 Zulalie, voor zangstem en piano, op. 12, Nr. 2
- 1913 Slumber Song, voor zangstem en piano, op. 15
- 1915 Information Wanted from "Puck", voor zangstem en piano, op. 29
- 1922 Vier Gedichte, voor sopraan en orkest, op. 9
  1. Küssen will ich, ich will küssen
  2. Tränen
  3. Wïnter
  4. Abend
- 1943 Linda "My darling little Linda", voor zangstem en piano
- 1948 Sekha (Remembrance) "Here where the lotus lifts", voor sopraan en piano - tekst: Lucile V. McCurtain
- 1949 Ballad for my sweet little old guitar, voor sopraan en piano - tekst: Lucile V. McCurtain
- Our San Francisco, voor sopraan en piano - tekst: Richard Tandy
- Song of the night "The legs stand firm", voor sopraan en piano
- The lake in summer, voor zangstem en piano
- Three Selections for Performance of "Tolanda of Cyprus", op. 34
  1. Prelude
  2. Song of Halil
  3. Dagger Dance

### Kamermuziek
- 1910-1911 Strijkkwartet in c klein, op. 1
- 1910-1911 Reverie of the Garda-See, voor viool of cello en piano (ook bekend onder de titel: Erzählung), op. 2
- 1911 Concerto in f klein, voor cello en piano (uitsluitend een deel), op. 5
- 1911-1912 3 stukken, voor cello en piano, op. 6
  1. zonder titel
  2. Romanze in C groot
  3. Romance in F groot
- 1913 Butterfly Waltz (of: Papillons d'Algerie), for violoncello and piano, op. 10, Nr. 1
- 1914 Aria, voor cello en piano, op. 16
- 1914 Sonata in g klein, voor cello en piano, op. 17
- 1914 Ode to a Carnation, voor cello en piano, op. 18
- 1914 Sonata in A groot, voor cello en piano, op. 19
- 1914 Sextet, voor twee violen, twee altviolen en twee cello's, op. 24
- 1915 Strijkkwartet in d klein, op. 25
- 1915 Strijkkwartet in f klein, op. 28
- 1920 Elegie, trio voor viool, cello en piano, op. 27
- 1927 Aimee - valse d'amour, voor altsaxofoon en piano
- 1927 Del Monte tango, voor viool, cello en piano
- 1931 Rhapsodie fantastique, voor cello en piano
- 1932-1935 Strijkkwartet in d klein
- 1933-1934 Sextet in f klein, voor strijkers
- 1933 Under the cypress trees, voor viool of cello en piano
- 1934 rev.1942 Strijkkwartet in g klein
- 1935-1941 Strijkkwartet in e klein
- 1936 Larghetto, voor strijkkwartet
- 1936 Septet, voor twee violen, twee altviolen, twee cello's en piano
- 1937 "Jamesburg" quintet, voor strijkkwartet en piano
- 1949 Sonata, voor twee violen en piano
- 1949/1957 Strijkkwartet in A groot
- 1957 Chinese dance, voor blazerskwintet
- A Violet, voor cello solo en piano, op. 36
- Berceuse, voor strijkkwartet, op. 10, Nr. 2 (in 1935 gearrangeerd als Wiegenlied)
- Nocturne, voor cello en piano, op. 30 (alleen maar schetsen)
- Riva, Valse poetique voor trio, op. 32
- Scherzo, voor strijkkwartet
- Serenade, voor vier cello's, op. 7
- Serenade, "Evening in Tangiers", op. 8
- Strijkkwartet in E groot naar een thema van Antonín Dvořák (in een beweging)
- Teresita, Argentine tango, voor altsaxofoon en piano
- Valse de concert, voor viool (of: altsaxofoon) en piano
- When the birds are singing, voor cello en piano

### Werken voor piano
- 1910 Sonatine in D groot
- Will o' the Wisp, voor piano, op. 14